# حسن ناظر
حسن ناظر لاعب كرة قدم مغربي، ولد بالدار البيضاء في 8 يوليو 1965 لعب لنادي الوداد الرياضي كما تألق مع العديد من الأندية الأوروبية من أبرزها نادي ريال مايوركا وبنفيكا، لعب مع المنتخب المغربي لفترات متقطعة وشارك معه في كأس العالم 1994 وسجل هدف ضد هولندا في كأس العالم حين إنهزم المنتخب المغربي 2-1 أمام المنتخب الهولندي.
ظهر حسن مع المنتخب المغربي في 28 مناسبة عالمية، شارك مع منتخب بلاده في نهائيات كأس العالم 1994 و سجل هدف المغرب في مرمى هولندا  وفي كأس الأمم الأفريقية 1988 و 1992.

## روابط خارجية
- حسن ناظر على موقع الاتحاد الدولي (مؤرشف)  (الإنجليزية)
- حسن ناظر على موقع قاعدة بيانات كرة القدم.إي يو (الإنجليزية)
- حسن ناظر على موقع ناشيونال فوتبول تيمز (الإنجليزية)
- حسن ناظر على موقع عالم كرة القدم.نت (الإنجليزية)